# 日本・ブルネイ経済連携協定
日本・ブルネイ経済連携協定（にほん・ブルネイけいざいれんけいきょうてい、英語: Agreement between Japan and Brunei Darussalam for an Economic Partnership）とは、2008年に日本とブルネイの間で締結された経済連携協定（EPA）である。日本法においては国会承認を経た「条約」であり、日本政府による日本語の正式な題名・法令番号は「経済上の連携に関する日本国とブルネイ・ダルサラーム国との間の協定（平成20年条約第6号）」である。

## 署名・発効までの経緯
2002年11月5日のカンボディアのプノンペンにおける日・ASEAN首脳会議において、日・ASEAN包括的経済連携構想に関する首脳達の共同宣言が署名され、「日本とASEAN全体との間の包括的経済連携実現のための枠組みを検討する一方で、すべてのASEAN加盟国と日本が二国間の経済連携を確立するための作業を始めることが出来る」とされ、日・ASEAN協定交渉の一環として、日ブルネイ二国間でも協議を実施。
ブルネイ側からの要望を受け、2005年12月12日の東アジア首脳会議の際の日ブルネイ首脳会談において、日・ASEAN協定とは別に、日ブルネイ二国間のEPA交渉立ち上げに向けた準備協議を早期に開始することで一致。
2006年2月20日及び21日までの日程で東京において、準備協議の第1回会合が開催された。
2006年4月19日及び20日までの日程でブルネイにおいて、準備協議の第2回会合が開催され、EPA交渉の基礎となる事項について認識の一致を図り、交渉の枠組み（TOR）を採択。
2006年5月23日、アジア協力対話（ACD）外相会合（於：ドーハ）の際に行われた日ブルネイ外相会談において、EPAの正式交渉立ち上げを決定。
2006年6月26日から30日までの日程で東京において、日本・ブルネイ経済連携協定（EPA）交渉の第1回会合が開催され、日本とブルネイとのEPA交渉が開始された。会合に先立ち、日本より協定全体の条文案を提示。一部分野については、ブルネイ側より対案が示された。また、6月19日に物品市場アクセスのリクエスト・オファー交換を実施するなど早いテンポで交渉がされた。
2006年8月7日から11日までの日程でブルネイにおいて、日本・ブルネイ経済連携協定（EPA）交渉の第2回会合が開催された。
2006年10月30日から11月2日までの日程で東京において、日本・ブルネイ経済連携協定（EPA）交渉の第3回会合が開催され、12月半ばまでに大筋合意を達成することを目指し、作業を加速していくことで一致した。。
2006年11月中旬から12月上旬にかけて、分野毎に更に詰めの協議を行った結果、両国代表団の間で協定の主要点に関する大筋合意が達成され、2006年12月21日に大筋合意について発表がされた。交渉開始後6ヶ月での大筋合意達成はこれまでで最短である。以後のEPA/FTAでもこれより短いのは、2019年4月15日に、第１回交渉を行い、9月23日に交渉が全て終了したことを確認とされた日米貿易協定のみである。
2007年3月19日及び20日の日程で東京において、日本・ブルネイ経済連携協定（EPA）交渉の第4回会合が開催され、専門家会合を通じて協定案文の詰めの作業を行ってきた結果を踏まえ、物品一般ルール、原産地規則、投資、サービス貿易、エネルギー、協力の各分野に関して首席交渉官レベルで残った論点の整理を行うとともに、関連条文の調整を行った。その結果、一部の論点を除き交渉が実質的に終了したことを双方で確認した。。
2007年6月18日、安倍首相とハサナル・ボルキア・ブルネイ・ダルサラーム国国王とが東京における日・ブルネイ首脳会談の際に、経済連携協定に署名した。日本のEPAとしてはインドネシアに続いて7カ国目。
日本における国内手続として、2007年12月11日に、協定の締結承認案件が閣議決定され、同日第168回国会において衆議院へ提出された。国内法の改正については、外務省は条約の説明書において、「必要としない」としている。
第168回国会においては、協定の締結承認案件は議決にいたらず、衆議院において、継続審査になった。第169国会において協定の締結承認案件は、第168回国会に引き続き外務委員会に付託され、2007年4月16日に委員会で、4月17日に衆議院本会議で可決され、参議院に送られた。賛成会派は、「自由民主党、民主党、公明党、日本共産党、社会民主党、国民新党」であり、全会一致であった。
参議院において、協定の締結承認案件は、外交防衛委員会に付託され、協定は、2007年5月16日に委員会で、5月17日に参議院本会議で可決され、国会の承認がされた。賛成会派は、「民主党・新緑風会・国民新・日本; 自由民主党・無所属の会; 公明党;日本共産党;社会民主党・護憲連合」であり、全会一致であった。
2008年7月1日、両国の国内手続の終了を受け、東京において、経済上の連携に関する日本国とブルネイ・ダルサラーム国との間の協定（日本・ブルネイ経済連携協定）の効力の発生に関する外交上の公文の交換がされた。
発効は 2007年7月31日。

## 協定の主要内容
日本は、農林水産品については、アスパラガス、マンゴー、ドリアン(即時関税撤廃)、野菜ジュース、カレー調製品（段階的関税撤廃）、林産品(合板等を除く)（即時又は段階的関税撤廃）、えび（即時関税撤廃）などを行った。
日本は、自動車（乗用車、バス、トラック等）（３年以内に関税撤廃（現行20％）、自動車部品（ほぼ全ての品目につき３年以内に関税撤廃（現行20％）、電気・電子製品、産業機械（ほぼ全ての品目につき5年以内に関税撤廃（現行5～5％）などを獲得している。